# Fénix (album)
Fénix è un album in studio del cantante statunitense di origini portoricane Nicky Jam, pubblicato il 20 gennaio 2017.

## Tracce
1. El ganador – 3:19
2. Estrella – 3:39
3. Por el momento (feat. Plan B) – 3:38
4. Amor prohibido (feat. Sean Paul & Konshens) – 4:20
5. El amante – 3:39
6. Superhéroe (feat. J Balvin) – 3:26
7. Si tú la ves (feat. Wisin) – 3:41
8. No te puedo olvidar – 3:20
9. Nadie como tú (feat. El Alfa) – 3:19
10. No te vayas – 3:59
11. Mi maldición (feat. Cosculluela) – 3:36
12. Tu hombre (feat. Daddy Yankee) – 3:24
13. Mi fantasía (feat. Messiah) – 3:40
14. Tu cuerpo me ama (feat. MineK) – 3:20
15. Mil lágrimas – 3:28
16. Despacio (feat. Arcángel) – 2:59
17. Cuando quieras (feat. Valentino) – 3:47
18. Me enamoras – 2:49
19. I Can't Forget You – 3:20
20. Without You – 3:53
21. El perdón (feat. with Enrique Iglesias) – 3:25
22. Hasta el amanecer – 3:18
23. Hasta el amanecer (Remix) (feat. Daddy Yankee) – 3:08
24. With You Tonight (Hasta el amanecer) – 3:08
25. El perdón (Forgiveness) (feat. with Enrique Iglesias) – 3:28
26. With You Tonight (Hasta el amanecer) [Remix] (feat. Kid Ink) – 3:15